# Barbara West
Barbara Joyce Dainton (Bournemouth, 24 maggio 1911 – Truro, 16 ottobre 2007) è stata la penultima dei superstiti del naufragio del RMS Titanic, affondato il 15 aprile 1912, in pieno Oceano Atlantico, in seguito alla collisione con un iceberg durante il suo viaggio inaugurale.

## Prima del naufragio
Barbara Joyce West è nata a Bournemouth, in Inghilterra, il 24 maggio 1911 da Edwy Arthur West e Ada Mary Worth. Aveva una sorella maggiore, Constance, nata nel 1907, e una sorella minore, Edwyna Joan, nata il 14 settembre 1912, cinque mesi dopo l'affondamento del Titanic.
Il signor West decise di iniziare una nuova vita a Gainesville, in Florida, dove avrebbe cominciato a lavorare nel settore della frutticoltura; fu così che la famiglia si imbarcò sul transatlantico a Southampton il 10 aprile 1912.

## A bordo del Titanic
Barbara, i suoi genitori e la sorella maggiore si imbarcarono sul Titanic il 10 aprile 1912 a Southampton, come passeggeri di seconda classe. 
Barbara aveva solo 10 mesi e 18 giorni, e ciò faceva di lei la seconda più giovane passeggera a bordo dopo Millvina Dean. In un'intervista, Barbara, che era sveglia al momento dell'impatto con l'iceberg, disse che riusciva a ricordare le urla delle persone ancora a bordo della nave mentre lei, la madre e la sorella si trovavano sulla scialuppa n.10; inoltre l'anziana donna aveva anche un ricordo di suo padre che, piangendo, la mise nella scialuppa salutandola per l'ultima volta. Il signor Edwy, infatti, perì nel naufragio ed il suo corpo, se recuperato, non fu mai identificato.
Barbara, la madre e la sorella sopravvissero al naufragio e vennero soccorse, come tutti gli altri passeggeri del Titanic, dalla nave RMS Carpathia. La famiglia arrivò a New York il 18 aprile e Ada prenotò immediatamente il viaggio di ritorno in Inghilterra, per lei e le sue figlie, a bordo del RMS Celtic, nave della compagnia White Star Line, la stessa del Titanic.
Arrivati a Liverpool il 6 maggio, Ada diede alla luce, il successivo 14 settembre, la terza figlia e seconda sorella di Barbara, Edwina Jon.
La madre di Barbara, Ada, morì il 20 aprile 1953, all'età di 72 anni; la sorella maggiore, Costance, è morta il 12 settembre 1963 a 56 anni. Edwina, invece, sposò un diplomatico inglese e risiedeva alternativamente a Londra, in Inghilterra, e alle Bahamas.

## Dopo il naufragio
Barbara frequentò il Worshipful Boarding School di Purley, in Inghilterra, e proseguì gli studi presso la scuola superiore femminile di Truro e il St. Luke's College a Exeter. Dopo il collegio, Barbara diventò governante in una famiglia della Cornovaglia e si trasferì con loro in Spagna fino allo scoppio della guerra civile spagnola nel 1936. Dopo il ritorno in Inghilterra, Barbara insegnò in una scuola superiore a Guildford.
Nel 1938 Barbara si sposò per la prima volta con Stanley Winder, un giocatore di rugby che però morì nel 1951. Si risposò per la seconda volta l'anno successivo con William Ernest Barrel Dainton, che morì nel 1990.
Negli anni '50, Barbara cominciò ad insegnare in una scuola di Truro e, più tardi, divenne vice capo di educazione fisica in una scuola di Plymstock fino al 1972.
Nel corso della sua vita, Barbara non ha quasi mai parlato pubblicamente della sua esperienza sul Titanic, nonostante l'interesse per la sua storia crebbe quando divenne una degli ultimi sopravvissuti ancora in vita.
Gli ultimi anni Barbara li ha passati a Truro, dove si offrì volontaria come guida presso la Cattedra della città, contenente tra l'altro una lapide in memoria di suo padre.

## Morte
Barbara è morta a Truro, in Cornovaglia, il 16 ottobre 2007 all'età di 96 anni. I suoi funerali si sono tenuti il 5 novembre dello stesso anno presso la Cattedrale di Truro. Per evitare attenzioni indesiderate e mantenere la privacy, Barbara aveva sempre insistito che il suo funerale si tenesse prima dell'annuncio pubblico della sua morte.
Oggi riposa nel Penmount Crematorium di Truro.
Alla morte di Barbara, Millvina Dean (1912-2009) divenne l'ultima superstite vivente del naufragio del Titanic.